# Tim Erickson
Timothy John Erickson (ur. 23 listopada 1950) – australijski lekkoatleta, chodziarz, medalista igrzysk Wspólnoty Narodów w 1978.

## Kariera sportowa
Zajął 23. miejsce w chodzie na 50 kilometrów na mistrzostwach świata w 1976 w Malmö, zorganizowanych przez IAAF wskutek usunięcia tej konkurencji z programu igrzysk olimpijskich w 1976 w Montrealu.
Zdobył brązowy medal w chodzie na 30 kilometrów na igrzyskach Wspólnoty Narodów w 1978 w Edmonton, przegrywając tylko z reprezentantem Anglii Ollim Flynnem i swym kolegą z drużyny Australii Willim Sawallem. Na kolejnych igrzyskach Wspólnoty Narodów w 1982 w Brisbane zajął 6. miejsce w tej konkurencji.
Dwukrotnie startował w pucharze świata, oba razy w chodzie na 50 kilometrów, zajmując następujące miejsca: 1979 w Eschborn – 25. miejsce i 1983 w Bergen – również 25. miejsce.
Był mistrzem Australii w chodzie na 50 kilometrów w 1975, wicemistrzem na tym dystansie w 1977 i w chodzie na 3000 metrów w 1980/1981 oraz brązowym medalistą w chodzie na 3000 metrów w 1977/1978 i 1979/1980 i w chodzie na 20 kilometrów w 1978].
Jego syn Chris Erickson jest również chodziarzem, trzykrotnym olimpijczykiem z 2008, 2012 i 2016